# St. Johannes Baptist (Englmannszell)

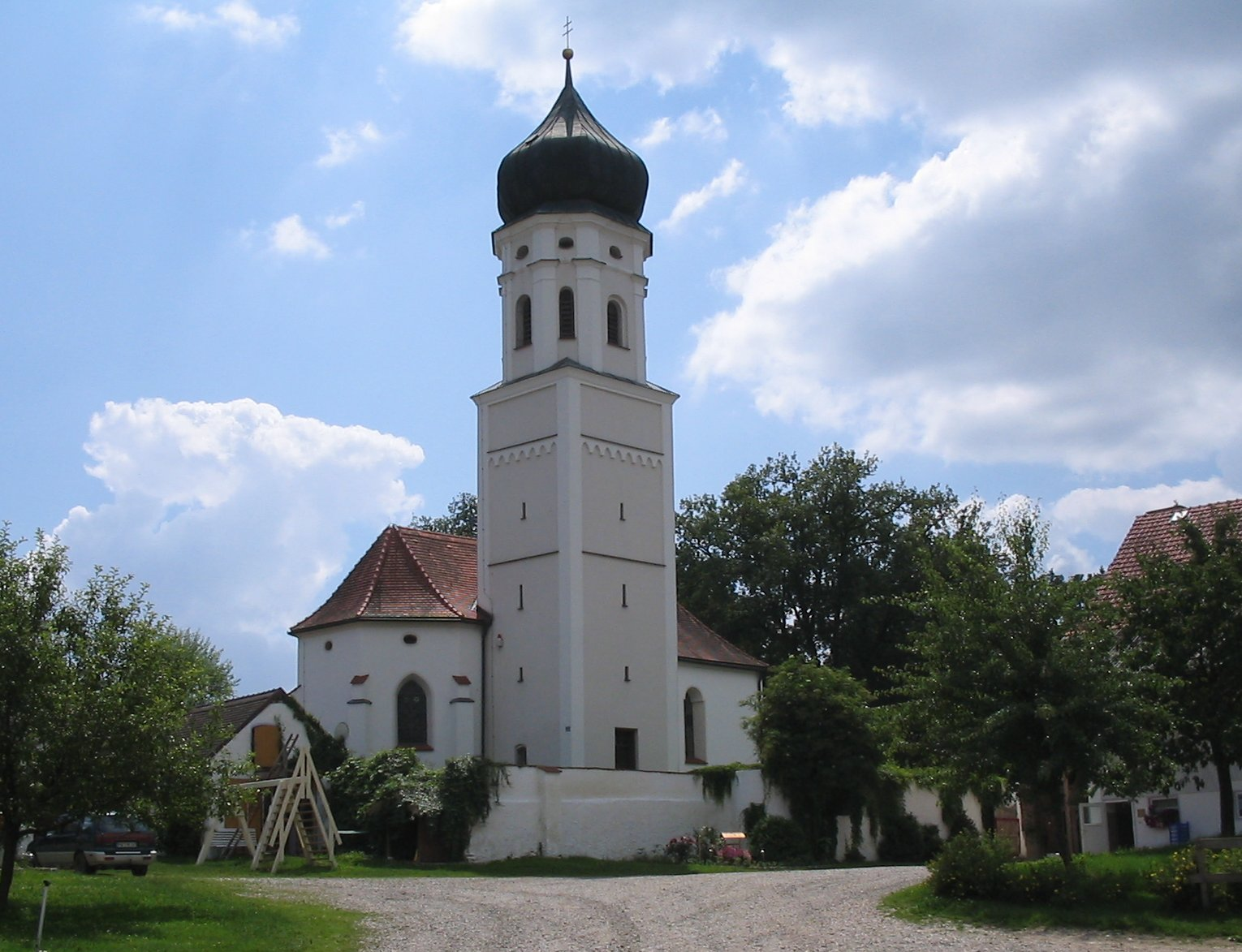
St. Johannes Baptist in Englmannszell

Die römisch-katholische Filialkirche St. Johannes Baptist steht in Englmannszell, einem Weiler in der Marktgemeinde Hohenwart im oberbayerischen Landkreis Pfaffenhofen an der Ilm. Das Bauwerk ist in der Liste der Baudenkmäler in Hohenwart als Baudenkmal unter der Nr. D-1-86-128-46 eingetragen. Die Kirche gehört zum Dekanat Pfaffenhofen des Bistums Augsburg.

## Beschreibung
Das Langhaus der Saalkirche wurde 1761 weitgehend neu erbaut. Der eingezogene, von Strebepfeilern gestützte Chor mit dreiseitigem Schluss im Osten und die unteren Geschosse des Chorflankenturms an der Nordwand des Chors wurden um 1500 errichtet. Der mit einer Zwiebelhaube bedeckte Turm wurde im frühen 18. Jahrhundert um ein achteckiges Geschoss mit Pilastern an den Ecken aufgestockt, das den Glockenstuhl enthält. 
Der Innenraum des Langhauses ist mit einer Decke mit Hohlkehle überspannt, der des Chors mit einem Netzgewölbe über Konsolen. Auf dem Altarretabel des um 1500 gebauten Hochaltars sind Johannes der Täufer und der Evangelist Johannes dargestellt.